# Scatophagidae

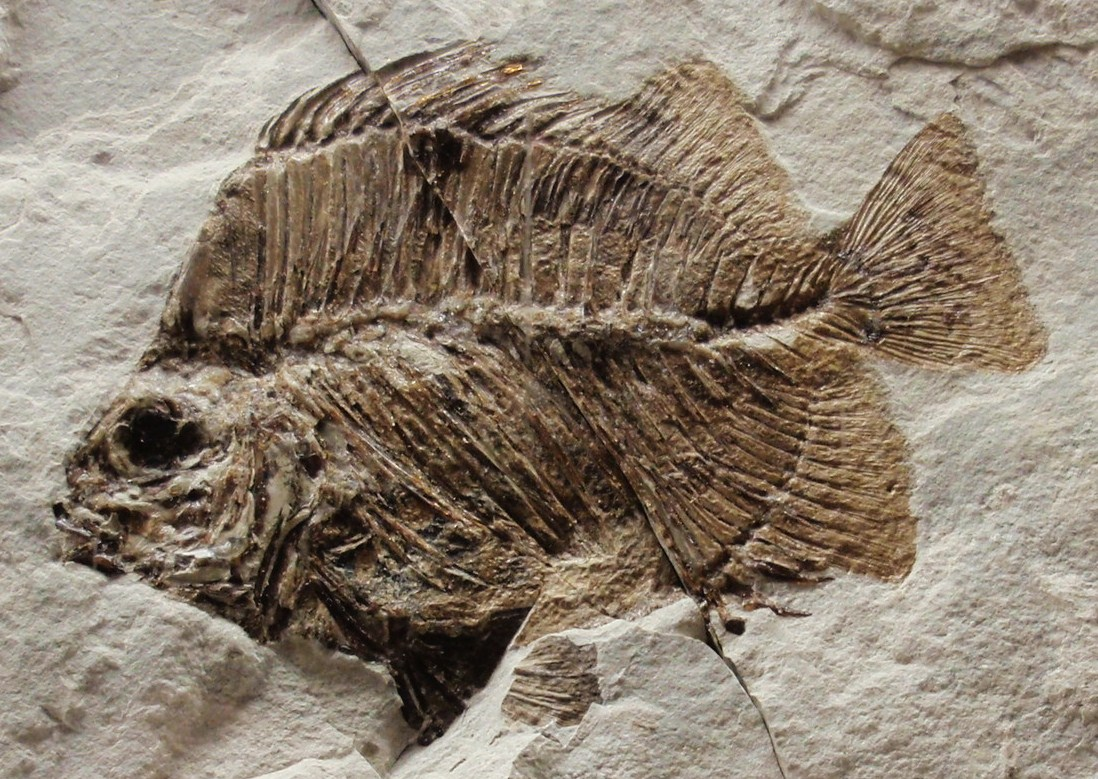
Fósil de Scatophagus frontalis

Los pingos son la familia Scatophagidae, una familia de peces incluida en el orden Perciformes. Se distribuyen por aguas, tanto marinas como de ríos y lagos, del océano Índico y oeste del océano Pacífico.
Su nombre procede del griego: skatos (excremento) + phagein (comer). Aparecen por primera vez en el registro fósil en el Eoceno, durante el Terciario.

## Morfología
Cuerpo de uno 35 cm de longitud máxima y muy comprimido y profundo, bastante parecido al de los peces mariposa, con la boca no protrusible. Aletas pélvicas son proceso axilar, con una característica muesca profunda en la aleta dorsal, con cinco espinas en dicha aleta más otras cuatro espinal en la aleta anal; aleta caudal con 16 radios ramificados.

## Hábitos
Se alimentan de algas y de las heces de otros animales, costumbre de la que deriva su nombre científico.

## Usos
Son especies comúnmente mantenidas en acuarios de agua dulce.

## Géneros y especies
Existen 4 especies agrupadas en dos géneros:
- Género Scatophagus (Cuvier, 1831)
  - Scatophagus argus (Linnaeus, 1766) - Pingo manchado.
  - Scatophagus tetracanthus (Lacepède, 1802)
- Género Selenotoca (Myers, 1936)
  - Selenotoca multifasciata (Richardson, 1846) - Pingo rayado.
  - Selenotoca papuensis (Fraser-Brunner, 1938)